# 504 Cora
504 Cora è un asteroide della fascia principale del diametro medio di circa 30,02 km. Scoperto nel 1902, presenta un'orbita caratterizzata da un semiasse maggiore pari a 2,7216040 UA e da un'eccentricità di 0,2177344, inclinata di 12,89107° rispetto all'eclittica.
Il suo nome è dedicato a Cora, moglie di uno dei quattro figli di Viracocha, principale divinità della mitologia inca.